# Gouden RadioRing
De Gouden RadioRing wordt jaarlijks uitgereikt op het 'RadioGala van het Jaar'. Het is een Nederlandse onafhankelijke prijs voor radioprogramma's. De prijsuitreiking wordt georganiseerd en uitgezonden door AVROTROS. Het RadioGala is de tegenhanger van het Gouden Televizier-Ring Gala. Dit gala vond aanvankelijk op dezelfde dag plaats als het Gouden Televizier-Ring Gala, maar vindt de laatste jaren drie maanden later, in januari van het daarop volgende jaar plaats.

## Geschiedenis
De eerste uitreiking vond plaats in oktober 2006, waar de Gouden RadioRing 2006 werd uitgereikt. De prijs is voortgekomen uit het ter ziele gegane Radio 2 AVRO-mediaprogramma Antenne 2. Arjan Snijders en Roeland van Zeijst gelden als geestelijke vaders van deze enige publieksprijs voor radio in Nederland. Sinds 2010 zijn ook de vakjuryprijzen, de Marconi Awards, toegevoegd aan de prijsuitreiking. De combi (drie vakjuryprijzen en drie publieksprijzen) wordt Het RadioGala van het Jaar genoemd. De 10e editie van dit RadioGala trok in 2015 duizend radioliefhebbers naar Theater Amsterdam.

## Procedure
Er zijn meerdere categorieën:
- De Gouden RadioRing, de prijs voor het beste radioprogramma
- Twee Zilveren RadioSterren, de prijs voor de beste radiopresentator en radiopresentatrice
- De Gouden Podcast, de prijs voor de beste podcast
- Het Gouden Radio-Oortje, de prijs voor het beste radio-evenement, in 2010 voor het laatst uitgereikt

De verkiezing volgt dezelfde systematiek als bij de Televizier-Ring en bestaat dus uit twee rondes. In de eerste ronde kan er via internet op een reeks stempagina's een favoriet worden aangevinkt (of een vrije keuze worden opgegeven). In de tweede ronde, 32 uur voor de uitreiking, kan er telefonisch of via sms op de top 3 van de Gouden RadioRing gestemd worden. De andere winnaars staan dan al vast. Een notaris ziet toe op de gehele procedure en controleert de stemmen.
Na de winst in 2015 van het programma Blessings van middengolf station Groot Nieuws Radio zijn de regels aangepast en moet een programma landelijk op FM uitgezonden worden om genomineerd te worden. Die onvrede ontstond al eerder in 2009, toen het programma Morgenstond van het regionale Radio NL de prijs won.

## Nominaties en winnaars

### Gesorteerd op jaar
De afgelopen jaren zijn de volgende programma's en personen genomineerd. De winnaars zijn vetgedrukt.
| Jaar | Gouden RadioRing | Zilveren RadioSter (2022–heden) | Zilveren RadioSter (2022–heden) | Gouden Radio-Oortje (2006–2009) Gouden Podcast (2020–heden)                                                                |
| Jaar | Gouden RadioRing | Zilveren RadioSter (man) (2006–2021) | Zilveren RadioSter (vrouw) (2006–2021) | Gouden Radio-Oortje (2006–2009) Gouden Podcast (2020–heden)                                                                |
| ---- | --- | --- | --- | --- |
| 2024 | Jan-Willem Start Op (NPO Radio 2) Bas & Dylan (Radio 538) Mattie & Marieke (Qmusic) Marcel in de Morgen (NPO Sterren NL) Nordin & Vonneke (NPO FunX) | Emmely de Wilt (NPO Radio 2) Vonneke Ritfeld (NPO FunX) Mattie Valk (Qmusic) Domien Verschuuren (Qmusic) Marcel de Vries (NPO Sterren NL)                   | Emmely de Wilt (NPO Radio 2) Vonneke Ritfeld (NPO FunX) Mattie Valk (Qmusic) Domien Verschuuren (Qmusic) Marcel de Vries (NPO Sterren NL)                   | Over mijn lijk #GeenFilter Bankzitters: Achter de schermen De Stemming met Vullings en Van der Wulp Het Land van Wierd Duk |
| 2023 | De 538 Ochtend (Radio 538) Q Middagshow (Qmusic) Jan-Willem Start Op (BNNVARA) Kinkstart (KINK) The Friday Move (BNR Nieuwsradio)                    | Tim Klijn (Radio 538) Tim op het Broek (KINK) Wilfred Genee (BNR Nieuwsradio) Bram Krikke (Qmusic) Domien Verschuuren (Qmusic)                              | Tim Klijn (Radio 538) Tim op het Broek (KINK) Wilfred Genee (BNR Nieuwsradio) Bram Krikke (Qmusic) Domien Verschuuren (Qmusic)                              | Door de ogen van de Koning Geuze & Gorgels Moordcast Moordzaken Pantelic Podcast                                           |
| 2022 | Somertijd (Radio 10) Aan De Slag! (NPO Radio 2) Adres Onbekend (NPO Radio 5) Kinkstart (KINK) Spijkers met koppen (NPO Radio 2)                      | Rob van Someren (Radio 10) Bart Arens (NPO Radio 2) Tim op het Broek (KINK) Marieke Elsinga (Qmusic) Iris Enthoven (Radio 538) Emmely de Wilt (NPO Radio 2) | Rob van Someren (Radio 10) Bart Arens (NPO Radio 2) Tim op het Broek (KINK) Marieke Elsinga (Qmusic) Iris Enthoven (Radio 538) Emmely de Wilt (NPO Radio 2) | Formule 1 Aan Tafel Brokko met Korthom & Lotte De Cor Potcast FCA Daily: Alles over voetbal Vrouwmibo                      |
| 2021 | Mattie & Marieke (Qmusic) De Staat van Stasse (KRO-NCRV) Ekdom in de Morgen (Radio 10) Partij voor de Vrijdag (AVROTROS) Somertijd (Radio 10)        | Bram Krikke (Qmusic) Mattie Valk (Qmusic) Gerard Ekdom (Radio 10)                                                                                           | Annemieke Schollaardt (AVROTROS) Eva Koreman (BNNVARA) Emmely de Wilt (KRO-NCRV)                                                                            | BROERS Zender Obama De Tumor Tapes                                                                                         |
| 2020 | Jan-Willem Start Op (BNNVARA) Arbeidsvitaminen (AVROTROS) Kinkstart (KINK) Mattie & Marieke (Qmusic) The Boom Room (SLAM!)                           | Mattie Valk (Qmusic) Tim op het Broek (KINK) Domien Verschuuren (Qmusic)                                                                                    | Marieke Elsinga (Qmusic) Annemieke Schollaardt (AVROTROS) Emmely de Wilt (KRO-NCRV)                                                                         | Man man man, de podcast Rookworst de Podcast Zender Obama                                                                  |
| 2019 | Veronica Inside (Radio Veronica) Somertijd (Radio 10) Mattie & Marieke (Qmusic) Ekdom in de Morgen (Radio 10) Club Ondersteboven (SLAM!)             | Bram Krikke (Slam!) Gerard Ekdom (Radio 10) Wilfred Genee (Radio Veronica)                                                                                  | Marieke Elsinga (Qmusic) Amber Delil (SLAM!) Annemieke Schollaardt (AVROTROS)                                                                               | |
| 2018 | Evers Staat Op (Radio 538) Club Ondersteboven (Slam!) The Friday Move (BNR Nieuwsradio) Somertijd (Radio 10) Vroege Vogels (BNNVARA)                 | Bram Krikke (Slam!) Wilfred Genee (BNR Nieuwsradio) Edwin Evers (Radio 538)                                                                                 | Marieke Elsinga (Qmusic) Annemieke Schollaardt (AVROTROS) Eva Koreman (VPRO)                                                                                | |
| 2017 | Ekdom in de Ochtend (BNNVARA) Kaj (BNNVARA) Mattie, Fien & Igmar (Qmusic) Somertijd (Radio 10) De Staat van Stasse (KRO-NCRV)                        | Gerard Ekdom (BNNVARA) Kaj van der Ree (BNNVARA) Stefan Stasse (KRO-NCRV)                                                                                   | Annemieke Schollaardt (AVROTROS) Fien Vermeulen (Qmusic) Eva Koreman (BNNVARA)                                                                              | |
| 2016 | Helemaal Haandrikman (KRO-NCRV) Ekdom in de Ochtend (BNNVARA) Top 2000 (NTR)                                                                         | Gerard Ekdom (BNNVARA) Bert Haandrikman (KRO-NCRV) Rob Stenders (AVROTROS)                                                                                  | Eva Koreman (BNNVARA) Annemieke Schollaardt (AVROTROS) Roosmarijn Reijmer (VPRO)                                                                            | |
| 2015 | Blessings (Groot Nieuws Radio) Bij Igmar (Slam!) Helemaal Haandrikman (KRO-NCRV)                                                                     | Bert Haandrikman (KRO-NCRV) Gerard Ekdom (AVROTROS) Lex Gaarthuis (100% NL)                                                                                 | Roosmarijn Reijmer (VPRO) Eva Koreman (BNNVARA) Tineke de Nooij (Omroep MAX)                                                                                | |
| 2014 | Rick in de Morgen (Radio Veronica) A State of Trance (Radio 538) Echte Jannen (PowNed)                                                               | Rob van Someren (ex-Radio Veronica) Bert Haandrikman (KRO) Gerard Ekdom (AVRO)                                                                              | Claudia de Breij (VARA) Annemieke Schollaardt (TROS) Roosmarijn Reijmer (VPRO)                                                                              | |
| 2013 | Somertijd (Radio Veronica) Helemaal Haandrikman (KRO) Timur Open Radio (BNN)                                                                         | Bert Haandrikman (KRO) Edwin Evers (Radio 538) Gerard Ekdom (AVRO)                                                                                          | Claudia de Breij (VARA) Annemieke Schollaardt (TROS) Roosmarijn Reijmer (VPRO)                                                                              | |
| 2012 | Effe Ekdom (AVRO) De Avondploeg (Slam!FM) Het Foute Uur (Q-music)                                                                                    | Gerard Ekdom (AVRO) Edwin Evers (Radio 538) Jeroen van Inkel (Q-music)                                                                                      | Kristel van Eijk (Q-music) Claudia de Breij (VARA) Roosmarijn Reijmer (VPRO)                                                                                | |
| 2011 | Ekstra Weekend (NTR) De Avondploeg (Slam!FM) Effe Ekdom (AVRO)                                                                                       | Gerard Ekdom (AVRO) Edwin Evers (Radio 538) Giel Beelen (VARA)                                                                                              | Annemieke Schollaardt (TROS) Claudia de Breij (VARA) Roosmarijn Reijmer (VPRO)                                                                              | |
| 2010 | GIEL (VARA) Arbeidsvitaminen (AVRO) Ekstra Weekend (NPS/AVRO)                                                                                        | Edwin Evers (Radio 538) Gerard Ekdom (AVRO) Giel Beelen (VARA)                                                                                              | Claudia de Breij (VARA) Froukje de Both (Radio 538) Annemieke Schollaardt (TROS)                                                                            | |
| 2009 | Morgenstond (RADIONL) Ekstra Weekend (NPS/AVRO) GIEL (VARA)                                                                                          | Edwin Evers (Radio 538) Gerard Ekdom (AVRO) Giel Beelen (VARA)                                                                                              | Claudia de Breij (VARA) Froukje de Both (Radio 538) Sophie Hilbrand (BNN)                                                                                   | 3FM Serious Request (3FM) Radio 538 Koninginnedagfeest (Radio 538) Top 2000 (Radio 2)                                      |
| 2008 | Coen en Sander Show (BNN) GIEL (VARA) MiddenInDeNachtRick (Radio 538)                                                                                | Giel Beelen (VARA) Edwin Evers (Radio 538) Gerard Ekdom (AVRO)                                                                                              | Sophie Hilbrand (BNN) Annemieke Schollaardt (NPS) Froukje de Both (Radio 538)                                                                               | 3FM Serious Request (3FM) Radio 538 Koninginnedagfeest (Radio 538) Top 2000 (Radio 2)                                      |
| 2007 | Theater van het sentiment (KRO) GIEL (VARA) MiddenInDeNachtRick (Radio 538)                                                                          | Giel Beelen (VARA) Edwin Evers (Radio 538) Frits Spits (KRO)                                                                                                | Claudia de Breij (VARA) Jeanne Kooijmans (KRO) Sophie Hilbrand (BNN)                                                                                        | Top 2000 (Radio 2) 3FM Serious Request (3FM) Radio Tour de France (NOS)                                                    |
| 2006 | Evers staat op (Radio 538) Claudia d'r op (VARA) GIEL (VARA)                                                                                         | Edwin Evers (Radio 538) Giel Beelen (VARA) Ruud de Wild (Radio 538)                                                                                         | Claudia de Breij (VARA) Froukje de Both (Radio 538) Sophie Hilbrand (BNN)                                                                                   | 3FM Serious Request (3FM) Evers staat op vanuit de woonkamer van Frans Bauer (Radio 538) Top 2000 (Radio 2)                |

### Aantal gewonnen prijzen per omroep/zender
| Omroep/zender                 | Gouden RadioRing | Zilveren RadioSter (man) | Zilveren RadioSter (vrouw) | Zilveren RadioSter | Gouden Radio-Oortje | Totaal aantal prijzen |
| ----------------------------- | ---------------- | ------------------------ | -------------------------- | ------------------ | ------------------- | --------------------- |
| BNNVARA (incl. BNN en VARA)   | 4x               | 4x                       | 8x                         |                    |                     | 16                    |
| Radio 538                     | 3x               | 3x                       |                            | 1x                 |                     | 7                     |
| Qmusic                        | 1x               | 2x                       | 4x                         |                    |                     | 7                     |
| AVROTROS (incl. AVRO en TROS) | 1x               | 2x                       | 3x                         |                    |                     | 6                     |
| Radio Veronica                | 3x               | 1x                       |                            |                    |                     | 4                     |
| KRO-NCRV (incl. KRO)          | 2x               | 2x                       |                            |                    |                     | 4                     |
| NPO Radio 2                   | 1x               |                          |                            | 1x                 | 1x                  | 3                     |
| NPO 3FM                       |                  |                          |                            |                    | 3x                  | 3                     |
| Radio 10                      | 1x               |                          |                            | 1x                 |                     | 2                     |
| SLAM!                         |                  | 2x                       |                            |                    |                     | 2                     |
| RadioNL                       | 1x               |                          |                            |                    |                     | 1                     |
| NTR                           | 1x               |                          |                            |                    |                     | 1                     |
| Groot Nieuws Radio            | 1x               |                          |                            |                    |                     | 1                     |
| VPRO                          |                  |                          | 1x                         |                    |                     | 1                     |